# Vita dei campi
Vita dei campi è una raccolta di racconti di Giovanni Verga pubblicata per la prima volta nel 1880 e riedita in nuova versione definitiva nel 1897.

## Racconti
La raccolta si compone di nove racconti scritti fra il 1878, anno in cui fu pubblicato Rosso Malpelo e il 1881, anno il cui fu pubblicata la seconda edizione contenente il racconto Il come, il quando ed il perché. Protagonisti dei racconti sono per lo più persone appartenenti alle classi sociali più umili della società siciliana.
- Fantasticheria
- Jeli il pastore
- Rosso Malpelo
- Cavalleria rusticana
- La lupa
- L'amante di Gramigna
- Guerra di santi
- Pentolaccia
- Il come, il quando ed il perché[1]

## Versioni e redazioni diverse
Vita dei campi presenta due edizioni fondamentali: 
- 1880, la princeps
- 1897, l'ultima voluta dall’autore

L'edizione del 1880 è ripresa dall'editore Mondadori nei Meridiani e poi negli Oscar curati da Carla Riccardi, che nel 1987 ha pubblicato anche l'edizione critica della raccolta.
L'edizione del 1897 è ripresa invece dall'edizione critica di Gino Tellini, uscita  nel 1980

## Elenco edizioni
- Vita dei campi: nuove novelle, Milano: Treves, 1880
- Vita dei campi: nuove novelle di G. Verga; II ed. con l'aggiunta della novella "Il come, il quando ed il perché", Milano: F.lli Treves, 1881[5]
- Vita dei campi: Cavalleria rusticana ed altre novelle, VI ed., Milano: Treves, 1892
- Vita dei campi: novelle di Giovanni Verga; illustrate da Arnaldo Ferraguti, Milano: Fratelli Treves, 1897
- Vita dei campi: Cavalleria rusticana ed altre novelle, Firenze: R. Bemporad e Figlio, 1929
- Vita dei campi; illustrazioni di Kurt Craemer, Milano: A. Mondadori, 1940 (stampa 1959)
- Edizione nazionale delle opere di Giovanni Verga: Vol. XIV: Vita dei campi; edizione critica a cura di Carla Riccardi, Grassina; Bagno a Ripoli: Le Monnier, 1987, ISBN 88-00-81141-8